# SSヴィルトゥス
SSヴィルトゥス（イタリア語: Società Sportiva Virtus）は、サンマリノのアックアヴィーヴァを本拠地とするサッカークラブである。
1964年に創設された。スーパーカップで1回（1988年）の優勝がある。2015-16シーズンは、カンピオナート・サンマリネーゼのジローネBに参戦している。

## タイトル
- トロフェオ・フェデラーレ：1回
  - 1988